# Zanoge Hill
Der Zanoge Hill (bulgarisch хълм Заноге chalm Sanoge) ist ein 710 m hoher und vereister Hügel am nordwestlichen Ende der Srednogorie Heights auf der Trinity-Halbinsel des Grahamlands im Norden der Antarktischen Halbinsel. Er ragt 6,53 km nordwestlich des Mount Ignatiev, 2,6 km nördlich des Greben Hill, 2,96 km ostnordöstlich des Hanson Hill, 4,78 km südwestlich des Eremiya Hill und 4,41 km westlich des Corner Peak auf. Der Malorad-Gletscher liegt östlich und nördlich von ihm.
Deutsche und britische Wissenschaftler kartierten ihn 1996 gemeinsam. Die bulgarische Kommission für Antarktische Geographische Namen benannte ihn 2010 nach der Ortschaft Sanoge im Westen Bulgariens.